# Ville-au-Bois
Ville-au-Bois, appelé aussi Chefna, est un hameau de la commune d'Aywaille dans la province de Liège en Région wallonne (Belgique).
Avant la fusion des communes, Ville-au-Bois faisait partie de la commune de Sougné-Remouchamps.

## Situation et description
Ce hameau ardennais ne comprend pas plus qu'une demi-douzaine de maisons bâties dans une clairière située le long du ruisseau de la Chefna et au milieu d'un imposant massif forestier. 
Ville-au-Bois se trouve à l'extrémité orientale de la commune d'Aywaille et de l'ancienne Porallée. Ses habitants ne peuvent rejoindre par la route le reste de la commune qu'en empruntant les voiries des communes voisines de Theux ou de Stoumont (N.606). Situé sur un haut plateau boisé à une altitude de 470 m, ce hameau est le plus haut de la commune d'Aywaille. Il se trouve près de l'antique voie de la Vecquée qui est le point culminant (510 m) de la commune d'Aywaille.

## Activités et loisirs
Le sentier de grande randonnée 571 remontant le cours de la Chefna longe le hameau qui est un lieu privilégié comme point de départ pour des balades ou randonnées en forêt.
Ville-au-Bois compte un restaurant avec salles de réception.